# Дидимотихон
Дидимо́тихон (греч. Διδυμότειχον ή Διδυμότειχο) — малый город в Греции, в восточной части периферийной единицы Эврос. Город расположен на высоте 30 метров над уровнем моря, на левом берегу реки Эритропотамос, недалеко от места её впадения в Эврос (Марицу), в 1 км от границы с Турцией, в 96 километрах к северо-востоку от Комотини, в 308 километрах к северо-востоку от Салоник и в 442 километрах к северо-востоку от Афин. Административный центр одноимённой общины (дима) в периферии Восточной Македонии и Фракии. Население составляло 9263 жителя по переписи 2011 года.
Город является епархиальным центром Дидимотихской митрополии Элладской православной церкви. В поздневизантийский период между 1280 и 1360 годами, Дидимотихон был самым важным городом Фракии, выполняя роль загородной резиденции константинопольских монархов. После османского завоевания, между 1361 и 1363 годами, город получил статус столицы Османской империи. В состав современной Греции город вернулся в 1920 году и с тех пор имеет важное военное значение: два года здесь, на греко-турецкой границе, проходят службу многие новобранцы греческой армии.
К востоку от города проходит национальная дорога 51, часть европейского маршрута E85.

## История
В средние века город имел важное стратегическое значение. В 1204 году он был захвачен западноевропейскими рыцарями, которые основали в прилегающей к городу местности так называемое княжество Демотика. Оно просуществовало лишь два года из-за постоянных нападений болгар, которые уничтожили его укрепления и убили много греческих жителей. В результате последние вынуждены были искать более тесное сотрудничество с центральной властью Латинской империи, хотя религиозные, языковые и культурны трения между греками и латинянами продолжались. В 1243 году греческие войска никейского императора перешли Дарданеллы и сумели выбить остатки латинян из города. Таким образом никейский император Иоанн III Дука Ватац, родившийся в Дидимотихе в 1192 году, сумел вернуть грекам свой родной город.
После возвращения Константинополя в состав возрождённой Византии, Дидимотихон стал важнейшим, после самой столицы, военным, культурным и экономическим центром поздневизантийской Фракии, которая к 1340-х годам стала последней провинцией угасающей Византии. Город использовался как важная загородная резиденция семей последних византийских императоров, приезжавших сюда из неспокойного Константинополя: здесь же родились двое из них. Турки-османы впервые захватили город в 1359 году, а затем вновь в 1361 году, на этот раз — на 560 лет. В 1541 году туда был отправлен в ссылку Лютфи-паша. В состав Греции город официально вернулся лишь в 1920 году. В отличие от Адрианополя, Дидимотихон не был сожжён османами, поэтому здесь лучше сохранились исторические здания эпохи поздней Византии. После второго нашествия, турки провозгласили Дидимотихон своей столицей, которой он была два года, до 1363 года. Несмотря на последующий перенос столицы Османского государства в заново отстроенный Эдирне, а затем и в Константинополь в 1453 году, Дидимотихон продолжал пользоваться популярностью у османской элиты как место отдыха и охоты в близлежащих лесистых холмах у посёлка Дадья.
В городе работает Дидимотихийский византийский музей (Βυζαντινό Μουσείο Διδυμοτείχου).

## Спорт
Спортивный клуб Дидимотихона — «Спартакос» (Σπάρτακος).

## Сообщество Дидимотихон
Сообщество Дидимотихон создано в 1924 году (ΦΕΚ 194Α). В сообщество Дидимотихон входит деревня Неи-Псатадес. Население 9367 жителей по переписи 2011 года. Площадь 41,143 квадратных километров.
| Наименование | Население (2011), человек |
| ------------ | ------------------------- |
| Дидимотихон  | 9263                      |
| Неи-Псатадес | 104                       |

## Население
| Год  | Население, человек |
| ---- | ------------------ |
| 1991 | 8709               |
| 2001 | 8853               |
| 2011 | ↗ 9263             |

## Города-побратимы
- Болгария, Банско[7]

## Уроженцы
- Василий II Болгаробойца (958—1025) — византийский император.
- Иоанн III Дука Ватац (1192—1254) — никейский император.
- Иоанн V Палеолог (1332—1391) — византийский император.
- Баязид II (1447—1512) — турецкий султан.